# 近藤鉄太郎
近藤 鉄太郎（こんどう てつたろう、1972年12月23日 - ）は、KBC九州朝日放送のアナウンサー。福岡県生まれ、長崎県出身。愛称は「近鉄」（こんてつ、コンテツ）。フリーアナウンサー・木原友香は元妻。

## 経歴
福岡県福岡市東区香椎で生まれ育ち、5歳時に長崎県北松浦郡小値賀町に転居。公式には同町出身としている。
長崎県立北松西高等学校から福岡大学法学部法律学科へ進学。高校時代には野球部に所属。大学卒業後の1995年に、アナウンサーとしてテレビ愛媛入社。2000年1月1日付でKBCへ移籍。スポーツアナウンサーとしての活動を開始した。同年5月には、初のプロ野球中継実況を担当。「名前は近鉄・ハートはダイエー!」をキャッチコピーとしていた。2001年からは早朝の情報番組『アサデス。』の初代メインキャスターに就任した。
競馬が趣味で、KBCに移籍してからはラジオで念願の競馬実況を担当している。また、競馬実況のベテランアナウンサーである杉本清をテレビ愛媛在籍時代から信奉しており、当時関西テレビ・フジテレビ系列で放送されていた『とんねるずのハンマープライス』の番組内で「杉本清の競馬実況を横に座って聞ける権利」を落札したことがある。2006年12月に『アサデス。』のメインキャスターを降板。2007年1月にアナウンス部から報道部へ異動し、報道部キャスターとして、『Super-Jチャンネル 九州・沖縄』と『KBCニュースピア（KBCニュースピア630）』のメインキャスターを草柳悟堂から引き継いだ。
2012年12月末で『Super-Jチャンネル 九州・沖縄』と『KBCニュースピア』のキャスターを降板。翌2013年1月にアナウンス部へ復帰し、旧来同様プロ野球などスポーツ中継を担当する。2014年には、ABCが制作する全国高校野球選手権大会中継に、テレビ・ラジオ中継の実況アナウンサーとして派遣された。2017年11月15日、中島浩二の代打でKBCラジオ「夕方じゃんじゃん」でパーソナリティを務めた際、同番組パーソナリティのコガ☆アキの企画により、本人のDJネームを募集したところ、「DJクロスワードです〜」に確定した。2021年4月2日からアサデス。ラジオの金曜日のパーソナリティとして起用。2006年12月にテレビ版『アサデス。』のメインキャスター降板後14年強ぶりに（テレビからラジオに媒体が変わったものの）『アサデス。』への出演となる。

## 現在の出演番組
- アサデス。ラジオ （第2期）（2022年3月28日から月曜日 - 木曜日パーソナリティ、6:30 - 12:00、KBCラジオ）
- KBC朝日新聞ニュース（ラジオ。不定期）
- KBCニュース（テレビ。不定期）
- 福岡国際マラソン（2021年まではテレビでは中継車、ラジオではメイン実況､2022年からはテレビ[以前はテレビ朝日が主管中継を担当したが当年度からはKBCが主管放送団体となり制作全般を担当する為]でメイン実況を担当。）

## 過去の出演番組

### テレビ愛媛
- めざましテレビ（中継）[8]
- とにかく愛媛
- どっ金!雑貨店（司会）
- 27時間テレビ（中継）

### 九州朝日放送
- アサデス。九州・山口（テレビ。九州ブロックネット）
  - アサデス。KBC（ローカル）
- スポーツ実況（テレビorラジオ）
  - 全国高校野球選手権大会中継実況・インタビュアー（朝日放送制作、テレビ・ラジオとも担当、2014年に阪神甲子園球場へ派遣）
- カプセルマガジン（ラジオ。2005年4月 - 2006年12月まで月曜担当）
- スーパーJチャンネル九州・沖縄（テレビ）
- KBCニュースピア（テレビ）
- 走れ!山笠（テレビ。毎年7月15日）
- GOGO競馬サンデー!ダイナミックジョッキー（ラジオ。小倉競馬場開催時）
- アサデス。ラジオ（第1期）（金曜日の"モーニング"と"ブランチ"。2022年3月のみ水曜日と木曜日の"モーニング"も担当。）
- サタモニ５（不定期）
- スポーツ実況（ -2022年3月）
  - プロ野球中継
    - スーパーベースボール（テレビ）
    - KBCホークスナイター／KBCダイナミックホークス（ラジオ）

## 参考資料
- プロ野球コンプリート選手名鑑2013（2013年2月23日発売・3月1日発行、三才ブックス）ISBN 4861995752
- 12球団全選手カラー百科名鑑2013（2013年2月25日発売・発行、廣済堂出版）ISBN 4331802213
- 各種外部リンク